# Rhodesiella validissima
Rhodesiella validissima är en tvåvingeart som först beskrevs av Lamb 1918.  Rhodesiella validissima ingår i släktet Rhodesiella och familjen fritflugor. Inga underarter finns listade i Catalogue of Life.